# سائو گونسالو، ریو دو ژانیرو
سائو گونسالو (به پرتغالی: São Gonçalo) یک شهر در برزیل است که در ایالت ریو د ژانیرو واقع شده‌است.

## خصوصیات
سائو گونسالو ۲۴۹٫۱۴۲ کیلومترمربع مساحت و ۱٬۰۱۶٬۱۲۸ نفر جمعیت دارد و ۱۹ متر بالاتر از سطح دریا واقع شده‌است.